# Rafael Calvo Revilla
Rafael Calvo Revilla (Sevilla, 1842-Cádiz, 1888) fue un actor teatral español, hermano del dramaturgo Luis Calvo y del también actor Ricardo Calvo Revilla; además de padre del actor Ricardo Calvo Agostí.

## Biografía
Nació el 19 de febrero —o de marzo, según Béjar— de 1842 en Sevilla, por casualidad, ya que su padre, José Ramón Calvo, era también actor y estaba en gira junto a su madre, Lorenza Revilla. Fue junto a Isidoro Máiquez y Carlos Latorre, uno de los tres mejores actores españoles del siglo XIX. Debutó a los diecisiete años en el Teatro Español de Madrid, contra su voluntad y por obligación de su padre, en la compañía de Pedro Delgado. 
Representó a los grandes clásicos del teatro español como Segismundo en La vida es sueño, de Pedro Calderón de la Barca y otros personajes de obras del mismo autor, entre las que se encuentran: El mágico prodigioso y El Alcalde de Zalamea. De Tirso de Molina, El vergonzoso en palacio; de Francisco de Rojas Zorrilla, Entre bobos anda el juego y de Lope de Vega, El castigo sin venganza. Destacó también como intérprete de obras del teatro romántico, haciendo de Don Juan en la obra de Don Juan Tenorio, escrita en 1872 por José Zorrilla y también en El zapatero y el rey. Rafael también interpretó a Don Álvaro en: Don Álvaro o la fuerza del sino, del Duque de Rivas y el teatro de la primera época de Echegaray, en especial La esposa del vengador, de Don Carlos de Quirós. 
Su estilo era declamatorio y brillaba especialmente como recitador del teatro en verso, porque amaba el teatro clásico español, que estudió con profundidad, y destestaba las insulsas traducciones y adaptaciones dramáticas de los autores europeos de entonces. Trabajó con los principales intérpretes de su época y realizó numerosas giras por América. Con Antonio Vico llenó toda una época teatral, que describió Leopoldo Alas "Clarín" en su opúsculo Rafael Calvo y el teatro español (Madrid: Librería de Fernando Fe, 1890). De hecho, ambos dieron pie a una gran polémica entre sus respectivos partidarios, ya que Vico era más intuitivo e improvisador que Calvo, quien se caracterizaba por el equilibrio y la seguridad. Vico se dirigía más a la psicología del personaje, pero Calvo era mejor en la declamación y la espectacularidad. 
Rafael Calvo, resucitó el teatro clásico español de Lope de Vega y Calderón de la Barca, dio nuevo impulso al romántico de José Zorrilla y el Duque de Rivas y ayudó a crear el efectista de la primera época de José Echegaray, quien escribió para él numerosas obras. En Barcelona estrenó Mar y cielo de Guimerá. 
De ideas republicanas, ayudó a fugarse en 1886 al brigadier Villacampa, quien se había sublevado con esa ideología e iba a ser fusilado. Viajó por Europa y América, destacando también como un gran virtuoso de la esgrima.
Estando en Cádiz, contrajo un brote de viruela y murió en dicha ciudad el 4 de septiembre de 1888. Tiene dedicada una calle en Madrid.